# Arneb
Arneb (AFI: /arneb/), nota anche come Alpha Leporis (α Lep / α Leporis) è la stella più luminosa della costellazione della Lepre, situata a 1300 anni luce dalla Terra.

## Osservazione
Si tratta di una stella situata nell'emisfero celeste australe; grazie alla sua posizione non fortemente australe, può essere osservata dalla gran parte delle regioni della Terra, sebbene gli osservatori dell'emisfero sud siano più avvantaggiati. Nei pressi dell'Antartide appare circumpolare, mentre resta sempre invisibile solo oltre il circolo polare artico. La sua magnitudine pari a 2,84 le consente di essere scorta con facilità anche dalle aree urbane di moderate dimensioni.

## Caratteristiche fisiche
Arneb è una stella supergigante gialla che si trova ormai nelle ultime fasi della sua esistenza; alcuni astronomi ritengono che pare abbia già attraversato lo stadio di supergigante e si stia progressivamente contraendo e riscaldando prima di morire, altri che invece si stia nuovamente espandendo in una supergigante. La massa, stimata in precedenza in poco meno di 10 masse solari, risulta maggiore in studi recenti di Lyubimkov (2010) e di Tetzlaff (2011), i quali stimano rispettivamente di 13,9 e 12,2 M⊙ la massa di Arneb. La quantità di massa residua al termine del proprio processo evolutivo è fondamentale per capire il destino finale della stella; se questa fosse come le ultime stime fanno supporre Arneb esploderebbe in supernova, mentre in caso contrario, con una massa inferiore alle 8-9 M⊙, collasserebbe in una piccola e densa nana bianca.